# Crayfish Creek
Crayfish Creek är ett vattendrag i Australien. Det ligger i delstaten Tasmanien, i den sydöstra delen av landet, omkring 280 kilometer nordväst om delstatshuvudstaden Hobart.
I omgivningarna runt Crayfish Creek växer i huvudsak städsegrön lövskog. Trakten runt Crayfish Creek är nära nog obefolkad, med mindre än två invånare per kvadratkilometer. Genomsnittlig årsnederbörd är 1 496 millimeter. Den regnigaste månaden är augusti, med i genomsnitt 233 mm nederbörd, och den torraste är februari, med 44 mm nederbörd.